# كدابين الزفة (فلم)
كدابين الزفة فيلم دراما للمخرج كمال صلاح الدين عام 1986، وكتب القصة والسيناريو والحوار سمير جاد، في ظهوره الوحيد في مجال الكتابة للسينما. الفيلم من بطولة سهير المرشدي، سعيد عبدالغني، محمود مسعود، فيفيان صلاح الدين، صبري عبد المنعم، وجمال إسماعيل  وتدور الأحداث حول الشاب المستقيم كمال الذي يخطب كريمة، إلا أن الأمور في الحارة تتغيَّر عند عودة الشاب الفاسد زكي بعد ثراءه، حيث يبدأ في الانتقام ممن ضايقوه في السابق، كما يخطف قلب وعقل خطيبة كمال ويتزوَّجها. صدر الفيلم إلى دور العرض المصرية في 6 اكتوبر 1986. منح موقع قاعدة بيانات الأفلام العربية "السينما.كوم" الفيلم درجة 4.6/ 10.

## طاقم التمثيل
- سهير المرشدي: في دور نوسة (الدلالة)
- سعيد عبد الغني: في دور زكي السويسي
- محمود مسعود: في دور كمال عبد العزيز
- فيفيان صلاح الدين: في دور كريمة عبد الباقي
- صبري عبد المنعم: في دور العايق (صاحب محل الأقمشة)
- جمال إسماعيل: في دور المعلم عصفور
- أحمد أبو عبية: في دور صادق بك (المدير العام)
- محمد فريد: في دور قناوي عبد الدايم (زميل زكي في العمل بقنا)
- نبيل الشاذلي: في دور سعيد (زميل كمال في العمل)
- سمير حجاج: في دور مرسي (فراش مكتب كمال)
- سمير رستم: في دور الدكتور شوقي
- هندام محمد: في أم كريمة
- مصطفى الكواوي: في دور الحاج عبد الدايم
- توفيق الكردي: في دور طبيب قنا
- عمران بحر: في دور رجل من اتباع زكي
- فاروق رمضان: في دور سيد الحدق (تاجر العملة)
- حسين الشريف: في دور ضابط شرطة
- علية علي: في دور أم بلبل بائعة الصحف
- عبد المنعم النمر: في دور رجل من سكان الحارة
- بالاشتراك مع: فاروق علي – جلال رجب – جي جي (الراقصة) – محمد سيف – شكري منصور – عزت عبد الجواد – مصطفى عكاشة – عطية داود – محمد محروس [8][9]

## أحداث الفيلم
يعمل كمال عبد العزيز (محمود مسعود) موظف بشركة حكومية يسودها الفساد تحت رعاية مديرها العام صادق بك (أحمد أبو عبية) ويعاونه سعيد (نبيل الشاذلي)، وتفشل جهود الفاسدين في اجتذاب كمال لمساعدتهم. يعيش كمال في بيت متواضع في نفس العمارة التي تقطن بها كريمة عبد الباقي (فيفيان صلاح الدين) ووالدتها المسنة السيدة أم كريمة (هندام محمد) التي تعهدت كمال بالتربية والرعاية منذ صغرة. تعيش كريمة وكمال قصة حب ولا تكلل بالزواج لضعف حالة كمال المالية وحلمه أن يتمكن من نشر الروايات التي يكتبها ولا يلتفت لها الناشرين. تطلب الدلالة نوسة (سهير المرشدي) مساعدة كمال ومراجعته لحسابات تعاملها مع العايق (صبري عبد المنعم) صاحب محل الأقمشة والذي يحب نوسة ويعرض عليها الزواج ولكنها ترفض وهي مصابة بالحسرة على نصيبها في الحياة بعد أن تركها زوجها وطلقها للزواج بامرأة أخرى تمتلك نصف عمارة سكنية. يدفع تشدد كمال إلى الكيد له من زملائه الفاسدين ويتم نقله إلى قنا ليجد هناك زملاء أكثر التزاماً بالعمل النظيف وعلى رأسهم قناوي عبد الدايم (محمد فريد) الذي يدعوه للطعام في بيته وبيت والده الحاج عبد الدايم (مصطفى الكواوي).
يعود إلى الحي الفقير الشاب زكي السويسي (سعيد عبد الغني) الذي كان يقيم بالحي ولكنه هجره ليعود وهو يقود سيارة فارهة ويرتدي أغلى الثياب، ويدعو المعلم عصفور (جمال إسماعيل)، كبير رجال الحي، وأيضا العايق ونوسة للعمل معه في تجارة العملة. يتقدم زكي للزواج من كريمة التي ترفض وتصر على انتظار عودة حبيبها كمال الذي طالت فترة انقطاع رسائله لمرضه الشديد، وينتهز زكي الفرصة ويرسل أحد أتباعه (عمران بحر) إلى الحارة ليدعي أنه قادم من قنا لإعلامهم بزواج كمال من فتاة من الصعيد. تستسلم كريمة للأمر الواقع وتتزوج زكي الذي يتوسع في نشاطه في تجارة العملة التي يتضح أنها مزورة. كما يكيد لأعدائه في الحي ويتسبب في القبض على من يخالفه الرأي، ولكن نوسة التي تعاونه في أعماله، تنقلب عليه وتستدرجه حتى يعترف بجرائمه، ويقع في كمين الشرطة ويقتل وتنجو الحارة من شرورة، يفرج عن أهل الحارة وينقل كمال مرة ثانية إلى القاهرة ويتزوج كريمة.

## وصلات خارجية
- مقالات تستعمل روابط فنية بلا صلة مع ويكي بيانات
- كدابين الزفة على موقع الدهليز
- كدابين الزفة على موقع كاروهات